# Syde
Syde, ou Side, é uma paróquia e aldeia do distrito de Cotswold, no condado de Gloucestershire, na Inglaterra.